# Luisa Giaconi
Luisa Giaconi (Firenze, 18 giugno 1870 – Fiesole, 18 luglio 1908) è stata una poetessa italiana.
I suoi versi rappresentano una delle più significative espressioni del simbolismo italiano in ambito femminile, proiettato verso le nuove sensibilità novecentesche.

## Biografia
Discendente della baronessa Schluga, giunta in Toscana al seguito di Maria Anna Carolina di Sassonia, prima moglie di Leopoldo II di Toscana, Luisa nacque a Firenze, ma trascorse parte della sua giovinezza spostandosi di città in città per seguire il padre, insegnante di matematica alle scuole medie.
Quando il padre morì, si trasferì nuovamente nella capitale toscana, dove frequentò per sei anni l'Accademia di Belle arti, ottenendo il diploma con il quale si guadagnerà da vivere esercitando la professione di copista presso la Galleria degli Uffizi di Firenze. Fu amica di Enrico Nencioni (1837 - 1896), suo vicino di casa in via delle Caldaie, nel quartiere di Santo Spirito, grazie al quale approfondì la letteratura inglese, perfezionando la lingua. Ebbe grande ammirazione per il pensiero di Arthur Schopenhauer, le cui opere in quel periodo godevano di rinnovata fortuna negli ambienti dell'estetismo fiorentino.
Pubblicò numerose poesie sul periodico "Il Marzocco", fondato da Angiolo Orvieto (1869 - 1967); sperò a lungo di poter raccogliere i suoi versi presso l'editore Paggi, il cui fallimento, nel 1897, infranse  dolorosamente le sue aspettative. Ebbe una lunga, appassionata, relazione con il giornalista e professore di letteratura inglese Giuseppe Saverio Gargàno, una dei principali collaboratori de "Il Marzocco", a partire dal 1899 fino alla morte.
Trascorse dolorosamente i restanti anni della sua esistenza, segnata dalla tisi che aveva contratto molto giovane. Morì a soli 38 anni a Fiesole; la sua tomba, ornata di una pianta di rose, si trova nel piccolo cimitero di Settignano. Le poesie pubblicate sul Marzocco furono raccolte dopo la sua morte, nel volume Tebaide, da Giuseppe Saverio Gargàno, che le dedicò una lunga introduzione e recensì i suoi versi su "Il Marzocco" (12 aprile 1914, p. 2), insieme a quelli della poetessa Gina Gennai.

## Produzione poetica

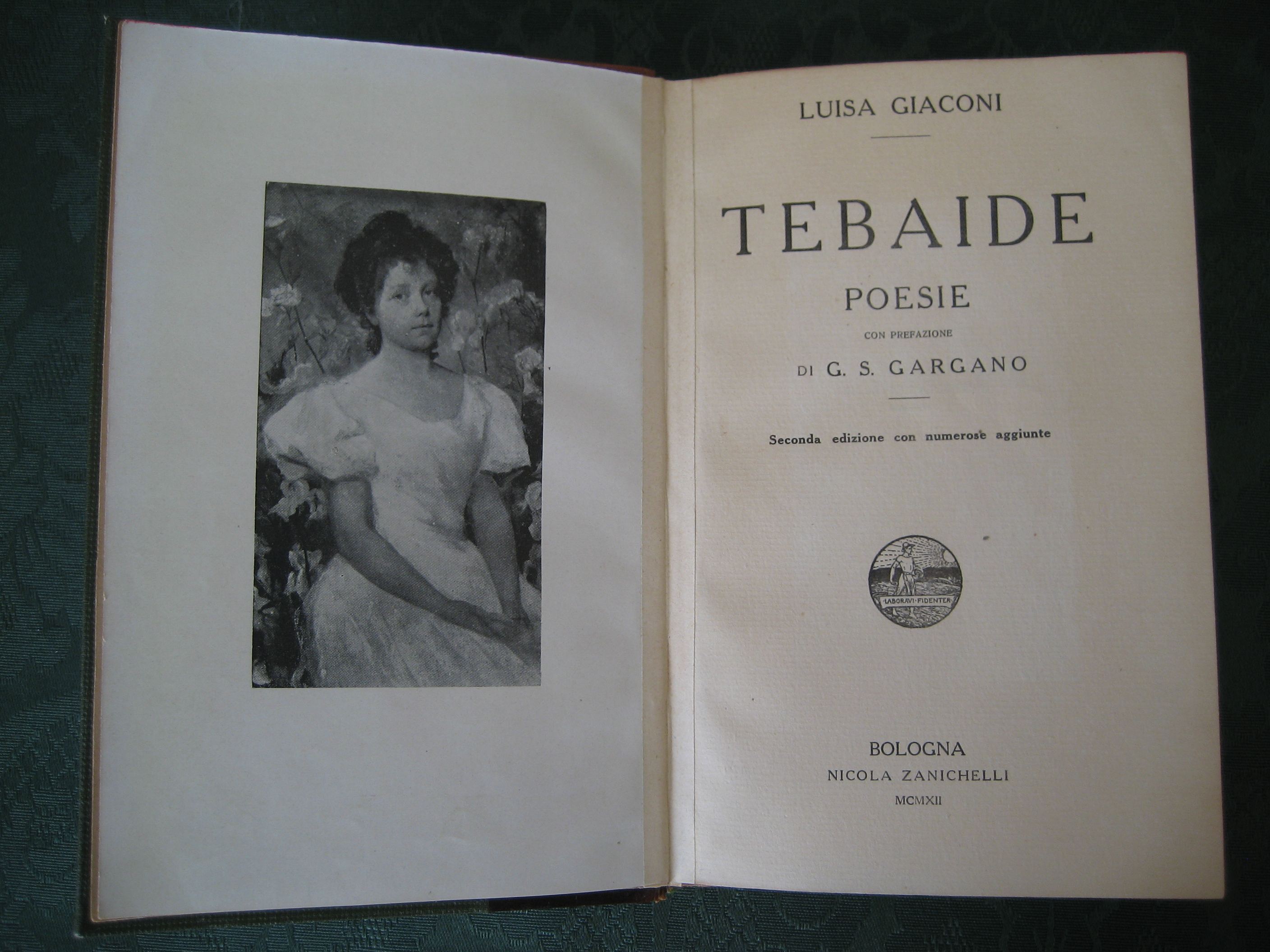
L'edizione del 1912 della raccolta Tebaide di Luisa Giaconi. Nella pagina a fianco, ritratto della poetessa, opera di Romea Ravazzi

Le sue liriche, principalmente di stampo simbolista, appaiono influenzate dalla poesia di Pascoli, tanto dei Primi poemetti che dei Poemi conviviali, dal D'Annunzio del Poema paradisiaco e dai simbolisti francesi. La metrica è particolarmente curata dalla Giaconi, che fa proprie sofisticate innovazioni applicate ad una base classica. La sua unica raccolta poetica, Tebaide, fu pubblicata postuma nel 1909, poi riedita con numerose aggiunte nel 1912: il titolo, non sappiamo se suggerito in vita dalla stessa Luisa o tratto da Gargàno dal titolo della seconda poesia della raccolta, rinvia al luogo in cui si sviluppò il monachesimo copto ed è sinonimo di coenobium, paese eletto per una volontaria solitudine in cui rifugiarsi.
La sua poesia rappresenta una delle più interessanti testimonianze femminili del decadentismo italiano; muovendosi dall'esperienza simbolista, nella quale è presente l'influenza degli elementi pittorici coevi, Luisa Giaconi si spinge, nell'ultima parte di Tebaide, verso suggestioni di tipo surrealista, incentrate sul sogno come momento di esperienza in  una diversa realtà. Oltre che dalla contrapposizione fra realtà e sogno, le tematiche principali della sua opera sono costituite del desiderio di infinito, dalla trasformazione misterica degli elementi naturali (come il vento), dalla presenza della morte quale suggestione inquietante nel quotidiano, oltre che passaggio verso una realtà superiore.
Le sue liriche colpirono molto Dino Campana, che ne propose una delle più belle, Dianora, per la pubblicazione al proprio editore: ciò condusse a un equivoco di attribuzione che è stato svelato solo a distanza di alcuni anni. Campana infatti non aveva indicato chiaramente il nome dell'autrice, ma aveva solo specificato che si trattava di una poetessa fiorentina morta di tisi a trent'anni: l'editore pensò che la lirica fosse dello stesso Campana, e che il poeta volesse fingere il contrario. Questa svista fu certo favorita dalle vicinanze tra lo stile di Giaconi e quello di Campana.

## Opere
- Tebaide, a cura di G.S. Gargano, Bologna Zanichelli, 1909 e, con numerose aggiunte, Bologna, Zanichelli, 1912